# Eugène Michalet
Pour les articles homonymes, voir Michalet.
Louis Eugène Michalet (28 mai 1829 à Chaussin - 12 février 1862 à Dole) était un homme de loi et botaniste français.

## Biographie
Il fut avocat, puis magistrat à Dole.
Le frère Ogérien lui confia la rédaction du volume de botanique de l’Histoire naturelle du Jura et des départements voisins, œuvre qui fut terminée, après sa mort, par le botaniste Charles Grenier.
Il communiqua des spécimens et des renseignements au botaniste belge François Crépin pour ses travaux de rédaction du Manuel de la flore de Belgique, ou Description des familles et des genres, publié en 1860.
Il a décrit trois espèces végétales Bidens fastigiata, Sorbus ambigua & Sorbus arioides.
Daniel Oliver, dans son Dimorphic condition in Primula, mentionne les travaux de Michalet sur la floraison de l'Oxalis acetosella. Un échange de courrier de Charles Darwin à D. Oliver s'ensuit sur ce sujet .

## Publications
- Histoire naturelle du Jura et des départements voisins, t.2 : Botanique, chez Victor Masson à Paris (en coédition avec Lons-Le-Saunier : A. Robert & Gauthier frères ; Besançon : J. Jacquin.), 1864, revue et achevée par Jean-Charles Grenier, .
- Notice sur quelques plantes récemment découvertes dans le département du Jura et le pays de Gex, dans les Mémoires de la Société d'émulation du Doubs, tiré à part : impr. de Outhenin-Chalandre fils, 1854, 16 p.
- Herbier de la flore du Jura, impr. de Outhenin-Chalandre fils, 1856
- Observations sur la végétation des Épilobes et description de quelques espèces nouvelles, critiques et hybrides de ce genre, dans le Bulletin de la Société botanique de France, séance du 14 décembre 1855, tiré à part : impr. de L. Martinet, 18??, 11 p.
- Notice historique sur l'église de Dole, la Sainte-chapelle, et la confrérie des avocats érigées en cette église, Dole : Breune, 1858
- Sur la floraison des Viola de la section Nomimium, de l'Oxalis acetosella du Linaria spuria, dans le Bulletin de la Société botanique de France, 1, t.7, fasc.6, 1860, p. 465–470
- Sur le Développement et la végétation des "Corydalis solida" et "cava", dans le Bulletin de la Société botanique de France. séances des 9 et 23 décembre 1859 - tiré à part: impr. de L. Martinet, 1860, 11 p.
- Sur la végétation du Jura, impr. de L. Martinet, 1861, 13 p.
- Sur la conservation dans le sol des graines de diverses plantes, dans le Bulletin de la Société botanique de France, séance du 11 mai 1861, tiré à part : impr. de L. Martinet, 1861, 5 p.